# Persgöl (Hjälmseryds socken, Småland)
Persgöl är en sjö i Sävsjö kommun i Småland och ingår i Lagans huvudavrinningsområde. Sjön är 6,4 meter djup, har en yta på 0,0658 kvadratkilometer och befinner sig 229,1 meter över havet.

## Delavrinningsområde
Persgöl ingår i det delavrinningsområde (634516-141508) som SMHI kallar för Mynnar i Rusken. Medelhöjden är 223 meter över havet och ytan är 8,23 kvadratkilometer. Det finns inga delavrinningsområden uppströms utan avrinningsområdet är högsta punkten. Vattendraget som avvattnar avrinningsområdet har biflödesordning 3, vilket innebär att vattnet flödar genom totalt 3 vattendrag innan det når havet efter 196 kilometer. Delavrinningsområdet består mestadels av skog (87 procent). Avrinningsområdet har 0,34 kvadratkilometer vattenytor vilket ger det en sjöprocent på 4,1 procent.